# Convección

Las tres formas de transferencia del calor son: conducción, convección y radiación mediante las que se transporta el calor entre zonas con diferentes temperaturas. La convección se produce únicamente por medio de materiales fluidos, la evaporación del agua o líquidos. La convección en sí es el transporte de calor por medio del movimiento del fluido. Por ejemplo, al calentar el agua en una cacerola, el agua que entra en contacto con la base de la cacerola asciende al calentarse, mientras que el agua de la superficie desciende por los lados al enfriarse, y ocupa el lugar que dejó la porción caliente. Del mismo modo que en la conducción, requiere un material para la transferencia. A diferencia de la radiación, la cual no necesita un medio para que ocurra la transferencia.
La transferencia de calor implica el transporte de calor en un volumen y la mezcla de elementos macroscópicos de porciones calientes y frías de un gas o un líquido. Incluye también el intercambio de energía entre una superficie sólida y un fluido o por medio de una bomba, un ventilador u otro dispositivo mecánico (convección mecánica, forzada o asistida). Esta se caracteriza a través del número de Nusselt (Nu) que es función de los números de Reynolds (Re) y de Prandtl (Pr). En el caso del flujo laminar dentro de la tubería se utiliza la ecuación de Sieder-Tate. Para flujo turbulento dentro de tubería se utiliza la ecuación de Boelter-Dittus.
En la transferencia de calor libre o natural, un fluido es más caliente o más frío. El contacto con una superficie sólida, causa una circulación debido a las diferencias de densidades que resultan del gradiente de temperaturas en el fluido. La circulación es causa de las fuerzas de flotación y las fuerzas viscosas. La relación entre ambas fuerzas es el número de Grashof (Gr) que es función del número de Reynolds y Prandtl. 
La convección puede ser externa o interna. Cuando es externa entonces el fluido se mueve sobre las superficies y si es interna entonces se mueve por dentro de las superficies. 
Así como la capa hidrodinámica en transferencia de momento, la capa límite térmica en transferencia de calor sirve para contrastar los espesores de las capas. La relación entre las capas de transferencia de propiedades sirve para saber cuál transferencia es mayor a nivel molecular, tal relación es el número de Prandtl. El número de Pr es mayor a 1, menor a 1 o igual a 1. Sirve para saber cómo se vinculan entre ellas. Los lubricantes tienen números de Pr elevados. El Pr de los gases es 0,70.
La transferencia de calor por convección se expresa con la Ley del enfriamiento de Newton:
| Símbolo                   | Nombre                                    |
| ------------------------- | ----------------------------------------- |
| {\displaystyle h}         | Coeficiente de convección                 |
| {\displaystyle A_{s}}     | Área del cuerpo en contacto con el fluido |
| {\displaystyle T_{s}}     | Temperatura en la superficie del cuerpo   |
| {\displaystyle T_{\inf }} | Temperatura del fluido lejos del cuerpo   |

El coeficiente convectivo, es decir, la constante para la conducción es la conductividad térmica. Este depende de las propiedades de fluido, geometría del sistema, velocidad de flujo, distribución de temperatura y variación de la temperatura. El análisis dimensional permite determinar una ecuación que relaciona el coeficiente de convección con otras variables las cuales se pueden cuantificar, esto ocurre para convección forzada como para convección libre. Si se realiza un análisis exacto de la capa límite entonces, a partir de la Ecuación de Navier-Stokes, se obtiene según las circunstancias una ecuación final para el balance de cantidad de movimiento. Se realiza el mismo procedimiento para el balance de energía y se obtiene otra ecuación final. La relación que permite determinar el coeficiente de convección resulta de vincular las anteriores. Para fluidos con Pr=1 ocurre que el número de Nu depende solamente del número de Re.

## Historia
En la década de 1830, en Los Tratados Bridgewater, el término convección es atestiguado en un sentido científico. En el tratado VIII de William Prout, en el libro de química, dice:

[...] Este movimiento del calor tiene lugar de tres maneras, que una chimenea común ilustra muy bien. Si, por ejemplo, colocamos un termómetro directamente ante el fuego, pronto comienza a subir, indicando un aumento de temperatura. En este caso, el calor se ha abierto camino a través del espacio entre el fuego y el termómetro, por el proceso denominado radiación. Si colocamos un segundo termómetro en contacto con cualquier parte de la rejilla, y lejos de la influencia directa del fuego, encontraremos que este termómetro también denota un aumento de temperatura; pero aquí el calor debe haber viajado a través del metal de la rejilla, por lo que se denomina conducción. Por último, un tercer termómetro colocado en la chimenea, lejos de la influencia directa del fuego, también indicará un aumento considerable de la temperatura; en este caso una parte del aire, que pasa a través y cerca del fuego, se ha calentado, y ha transportado por la chimenea la temperatura adquirida del fuego. En la actualidad no existe en nuestro idioma ningún término empleado para denotar este tercer modo de propagación del calor; pero nos aventuramos a proponer a tal efecto el término convección, [en nota a pie de página: [latín] Convectio, llevar o transportar] que no sólo expresa el hecho principal, sino que también concuerda muy bien con los otros dos términos.

Más adelante, en el mismo tratado VIII, en el libro de meteorología, el concepto de convección se aplica también al "proceso por el que el calor se comunica a través del agua".

## Terminología
Hoy en día, la palabra convección tiene usos diferentes pero relacionados en diferentes contextos o aplicaciones científicas o de ingeniería.
En mecánica de fluidos, convección tiene un sentido más amplio: se refiere al movimiento del fluido impulsado por la diferencia de densidad (u otra propiedad).
En termodinámica, convección suele referirse a transferencia de calor por convección, donde la variante prefijada Convección natural se utiliza para distinguir el concepto de mecánica de fluidos de Convección (tratado en este artículo) de la transferencia de calor por convección.
Algunos fenómenos que dan lugar a un efecto superficialmente similar al de una célula convectiva también pueden denominarse (inexactamente) una forma de convección, por ejemplo  convección termo-capilar y  convección granular.

## Convección atmosférica

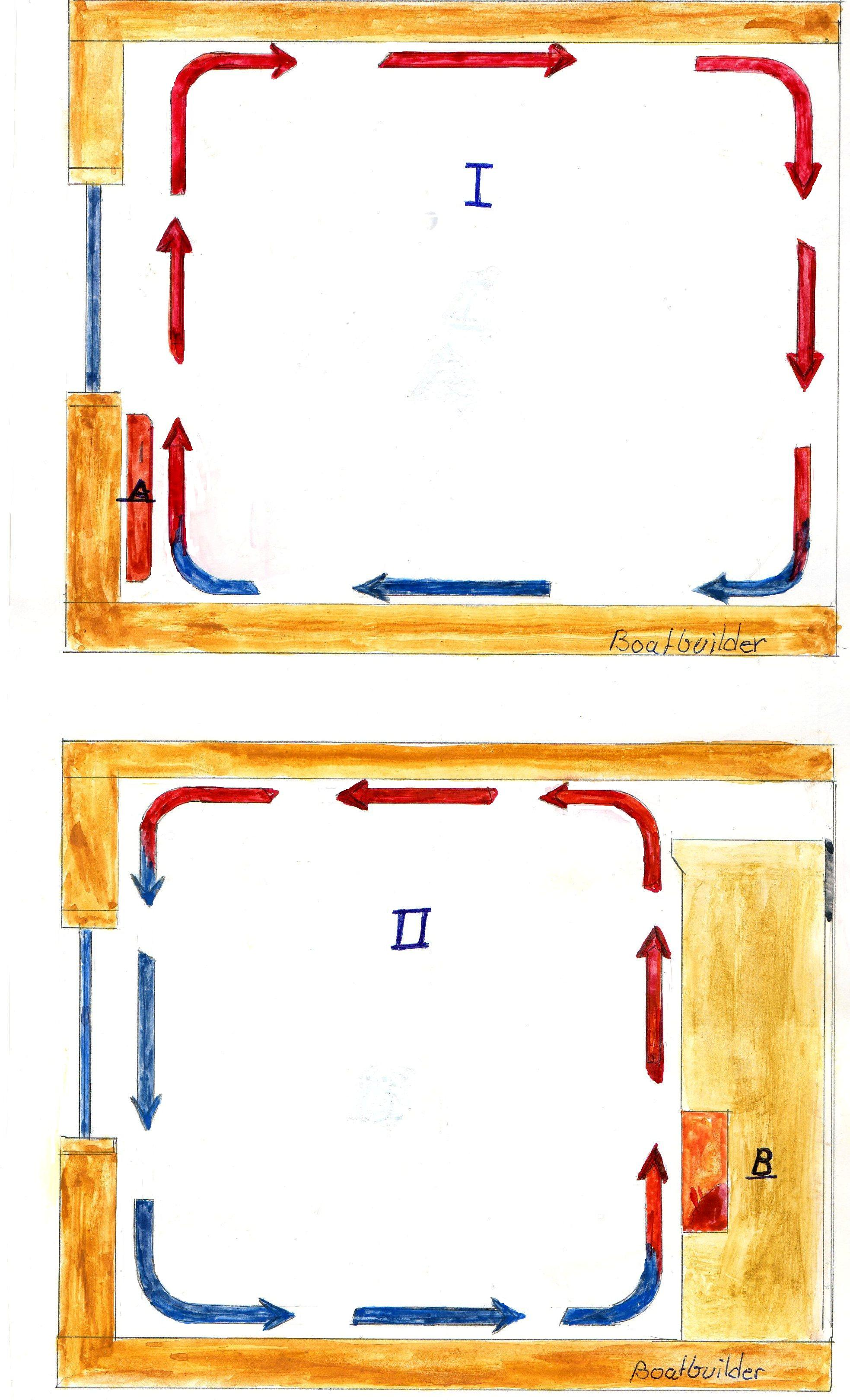
Esta imagen es relevante para los artículos de Convección y Convección Atmosférica, ya que explica visualmente el principio básico de la convección: la transferencia de calor a través del movimiento de fluidos debido a diferencias de temperatura. Este principio se aplica tanto en espacios cerrados como en la atmósfera terrestre, donde el aire caliente asciende y el aire frío desciende, creando corrientes de aire y patrones climáticos.

La convección en la atmósfera terrestre involucra la transferencia de enormes cantidades del calor absorbido por el agua. Forma nubes de gran desarrollo vertical (por ejemplo, cumulus congestus y, sobre todo, cumulonimbos, que son los tipos de nubes que alcanzan mayor desarrollo vertical). Estas nubes son las típicas portadoras de tormentas eléctricas y de grandes precipitaciones. Al alcanzar una altura muy grande (por ejemplo, unos 12 o 14 km) y enfriarse bruscamente por la baja temperatura atmosférica a dicha altura, pueden producir tormentas eléctricas, granizadas e intensas lluvias, ya que las gotas de lluvia van aumentando de tamaño al ascender violentamente y luego se precipitan hacia el suelo bien sea en estado líquido o en estado sólido. Pueden tener forma de un hongo asimétrico de gran tamaño; y a veces se forma en este tipo de nubes una estela que semeja una especie de yunque.
El proceso que origina la convección en el seno de la atmósfera terrestre es sumamente importante y genera una serie de fenómenos fundamentales en la explicación de los vientos y en la formación de nubes, vaguadas, ciclones, anticiclones, precipitaciones, etc. Todos los procesos y mecanismos de convección del calor atmosférico obedecen a las leyes físicas de la termodinámica. De estos procesos es fundamental el que explica el ciclo del agua en la naturaleza o ciclo hidrológico. Casi todos los fenómenos antes nombrados tienen que ver con este último mecanismo. La subsidencia es el fenómeno inverso a la convección, por el cual, el aire a gran altura se enfría considerablemente y forma una zona anticiclónica que desciende por su mayor densidad trayendo hacia la superficie terrestre aire frío y seco, que puede dar origen a remolinos de polvo y hasta tornados cuando se ponen en contacto con una zona de convección.
También se denomina ciclo hidrológico (o ciclo del agua) al recorrido del agua en la atmósfera por la capacidad que tiene el agua de absorber calor y cederlo gracias a la capacidad que tiene de transformarse de un estado físico a otro. A grandes rasgos, el ciclo hidrológico funciona de la siguiente manera: los rayos solares calientan las superficies de las aguas marinas y terrestres las cuales, al absorber ese calor, pasan del estado líquido al gaseoso en forma de vapor de agua. El vapor asciende hasta cierta altura y al hacerlo, pierde calor, se condensa y forma las nubes, que están constituidas por gotas de agua muy pequeñas que se mantienen en suspensión a determinada altura. Cuando esta condensación se acelera, por el propio ascenso de la masa de nubes (convección), se forman nubes de mayor desarrollo vertical, con lo que las gotas aumentan de tamaño y forman las precipitaciones, que pueden ser tanto sólidas (nieve, granizo) como acuosas (lluvia), dependiendo de la temperatura. Estas precipitaciones pueden caer tanto en el mar como en las tierras emergidas. Por último, parte del agua que se precipita en los continentes e islas pasa de nuevo a la atmósfera por evaporación o produce corrientes fluviales que llevan de nuevo gran parte de las aguas terrestres a los mares y océanos, con lo que se cierra el ciclo, el cual vuelve a repetirse.

## Comportamiento de un fluido cualquiera en la transferencia de calor
Cuando un fluido cede calor sus moléculas se desaceleran por lo cual su temperatura disminuye y su densidad aumenta siendo atraídas sus moléculas por la gravedad de la Tierra.
Cuando el fluido absorbe calor sus moléculas se aceleran por lo cual su temperatura aumenta y su densidad disminuye, lo que lo hace más liviano. 
El fluido más frío tiende a bajar y ocupa el nivel más bajo de la vertical y los fluidos más calientes son desplazados al nivel más alto, creándose así los vientos de la tierra.
La transferencia térmica convectiva consiste en el contacto del fluido con una temperatura inicial con otro elemento o material con una temperatura diferente. En función de la variación de las temperaturas, variarán las cargas energéticas moleculares del fluido, y los elementos interactuantes del sistema realizarán un trabajo, donde el que tiene mayor energía o temperatura se la cederá al que tiene menos temperatura. Esta transferencia térmica se realizará hasta que los dos tengan igual temperatura; mientras se realiza el proceso las moléculas con menor densidad tenderán a subir y las de mayor densidad bajarán de nivel. Las moléculas que se encuentran en las capas inferiores aumentan su temperatura.

### Convección gravitatoria o boyante
La convección gravitatoria es un tipo de convección natural inducida por variaciones de flotabilidad resultantes de propiedades del material distintas de la temperatura.  Normalmente se debe a una composición variable del fluido.  Si la propiedad variable es un gradiente de concentración, se conoce como convección solutal'. Por ejemplo, la convección gravitacional puede verse en la difusión de una fuente de sal seca hacia abajo en el suelo húmedo debido a la flotabilidad del agua dulce en salina.
La salinidad variable en el agua y el contenido variable de agua en las masas de aire son causas frecuentes de convección en los océanos y la atmósfera que no implican calor, o bien implican factores de densidad de composición adicionales distintos de los cambios de densidad por expansión térmica (véase circulación termohalina). Del mismo modo, la composición variable en el interior de la Tierra que aún no ha alcanzado la máxima estabilidad y la mínima energía (en otras palabras, con las partes más densas a mayor profundidad) sigue provocando una fracción de la convección de roca fluida y metal fundido en el interior de la Tierra (véase más adelante).
La convección gravitatoria, al igual que la convección térmica natural, también requiere un entorno de fuerza g para producirse.

### Convección en estado sólido en el hielo
Se cree que la Convección en el hielo de Plutón se produce en una mezcla blanda de hielo de nitrógeno y hielo de monóxido de carbono.  También se ha propuesto para Europa, y otros cuerpos del Sistema Solar exterior.

### Convección termomagnética
La convección termomagnética puede ocurrir cuando se impone un campo magnético externo a un ferrofluido con susceptibilidad magnética variable.  En presencia de un gradiente de temperatura, esto da lugar a una fuerza de cuerpo magnético no uniforme, que provoca el movimiento del fluido. Un ferrofluido es un líquido que se magnetiza fuertemente en presencia de un campo magnético.

### Combustión
En un entorno de gravedad cero, no puede haber fuerzas de flotación y, por tanto, no es posible la convección, por lo que las llamas en muchas circunstancias sin gravedad se asfixian en sus propios gases residuales. La expansión térmica y las reacciones químicas que dan lugar a gases de expansión y contracción permiten la ventilación de la llama, ya que los gases residuales son desplazados por gas fresco, fresco y rico en oxígeno. se desplaza para ocupar las zonas de baja presión creadas cuando el agua de escape de la llama se condensa.

## Intercambiadores de calor
Un intercambiador de calor es un dispositivo construido para intercambiar eficientemente el calor de un fluido a otro, tanto si los fluidos están separados por una pared sólida para prevenir su mezcla, como si están en contacto directo. Los cambiadores de calor son muy usados en refrigeración, acondicionamiento de aire, calefacción, producción de energía, y procesamiento químico. Un ejemplo básico de un cambiador de calor es el radiador de un coche, en el que el líquido del radiador caliente es enfriado por el flujo de aire sobre la superficie del radiador.
Las disposiciones más comunes de cambiadores de calor son, flujo paralelo, contracorriente y flujo cruzado. En el flujo paralelo, ambos fluidos se mueven en la misma dirección durante la transmisión de calor; en contracorriente, los fluidos se mueven en sentido contrario y en flujo cruzado los fluidos se mueven formando un ángulo recto entre ellos. Los tipos más comunes de cambiadores de calor son, de carcasa y tubos, de doble tubo, tubo extruido con aletas, tubo de aleta espiral, tubo en U, y de placas. Puede obtenerse más información sobre los flujos y configuraciones de los cambiadores de calor en el artículo intercambiador de calor.
Cuando los ingenieros calculan la transferencia teórica de calor en un intercambiador, deben lidiar con el hecho de que el gradiente de temperaturas entre ambos fluidos varía con la posición. Para solucionar el problema en sistemas simples, suele usarse la diferencia de temperaturas media logarítmica (DTML) para determinar estadísticamente un valor medio de la temperatura. En sistemas más complejos, el conocimiento directo de la DTML no es posible y en su lugar puede usarse el método de número de unidades de transferencia (NUT).